# Sachsen-Coburg-Eisenach
Công quốc Sachsen-Coburg-Eisenach (tiếng Đức: Herzogtum Sachsen-Coburg-Eisenach) là một nhà nước thuộc Đế chế La Mã Thần thánh, được cai trị bởi dòng Ernestine, nhánh trưởng của Nhà Wettin. Nó tồn tại trong 2 thời kỳ khá ngắn: 1572-1596 và 1633-1638. Lãnh thổ của công quốc là một phần của các bang hiện đại Bayern và Thuringia của Đức.
Sachsen-Coburg-Eisenach được thành lập dựa trên quyết định của Đại hội đế chế Speyer năm 1570, nhầm tách Coburg và Eisenach khỏi Công quốc Sachsen-Weimar và trao chúng cho 2 người con của Johann Friedrich II là Công tử Johann Casimir và Công tử Johann Ernst. Tuy nhiên, vì lúc đó hai công tử vẫn còn ở tuổi vị thành niên nên đất nước được cai trị bởi August, Tuyển hầu xứ Sachsen.
Năm 1586, chế độ nhiếp chính vương của Tuyển đế hầu August chấm dứt, 2 anh em Johann trực tiếp đứng ra đồng cai trị công quốc của mình. Năm 1595, hai anh em quyết định phân chia lãnh thổ để độc lập cai trị và Công tước John Casimir nhận Coburg và lập ra Sachsen-Coburg còn người em trai Ernst nhận Eisenach và lập ra Sachsen-Eisenach. 
Năm 1633, Công tước Johann Casimir của Sachsen-Coburg qua đời mà không có con trai nối dõi, toàn bộ tài sản và lãnh thổ đã được thừa kế bởi em trai là công tước Ernst xứ Sachsen-Eisenach, một lần nữa Coburg và Eisenach được hợp nhất trong một thời gian ngắn, cho đến khi Công tước Ernst qua đời vào năm 1638 và cũng không có người thừa kế, vì thế Sachsen-Coburg-Eisenach bị phân chia cho Sachsen-Weimar và Sachsen-Altenburg.